# Arthur Peacocke
Arthur Robert Peacocke (29. listopadu 1924 – 21. října 2006) byl britský anglikánský teolog a biochemik. Věnoval se výzkumu struktury DNA a od roku 1959 učil biochemii na Oxfordské univerzitě. Zatímco v mládí byl agnostikem, v Oxfordu se začal zajímat o náboženství a studoval teologii. Roku 1971 byl vysvěcen na anglikánského kněze a začal se vědecky věnovat problému vztahů mezi vědou a vírou. Například v otázce vztahu stvoření a evoluce sice zamítal přímý vliv Boha na průběh evoluce, ale vykládal darwinovsky chápanou evoluci jako součást širšího božího plánu se světem. Pro svůj zájem o dialog mezi vědou a vírou si Peacocke získal velké uznání a byl vícekrát vyznamenán, mimo jiné Templetonovou cenou (2001).